# Wilhelm Lanz
Wilhelm Lanz (* 4. Juni 1829 in Oberlahnstein; † 7. Mai 1882 in Neesbach) war von 1868 bis 1882 Erster Bürgermeister von Wiesbaden.

## Leben
Lanz war Sohn des Medizinalrats Dr. med. Johann Lanz (1800–1848) und seiner Frau Johannette, geb. Henn. Er besuchte von 1843 bis 1847 das Gymnasium Philippinum in Weilburg, studierte 1847–1851 Rechtswissenschaften an der Universität Heidelberg, wo er seit 1849 zusammen mit seinem späteren Amtsnachfolger als Erster Bürgermeister von Wiesbaden Christian Schlichter Mitglied der Corps Nassovia Heidelberg und 1849 Stifter des heute noch bestehenden Corps Rhenania Heidelberg war. 1854 trat er in nassauischen Justizdienst. Nach Tätigkeiten als Militärauditeur und Regierungsassessor wurde er 1868 zum Ersten Bürgermeister von Wiesbaden ernannt. Lanz starb auf dem Weg zur Beerdigung eines Verwandten an einem Gehirnschlag. Er wurde auf dem Alten Friedhof Wiesbaden beigesetzt.

## Ehrungen
Nach Lanz wurde eine Wiesbadener Straße benannt.▼

## Galerie

Lanz (2. v.r.) als Heidelberger Rhenane, Ausschnitt aus einer Lithographie von Carl Schubart
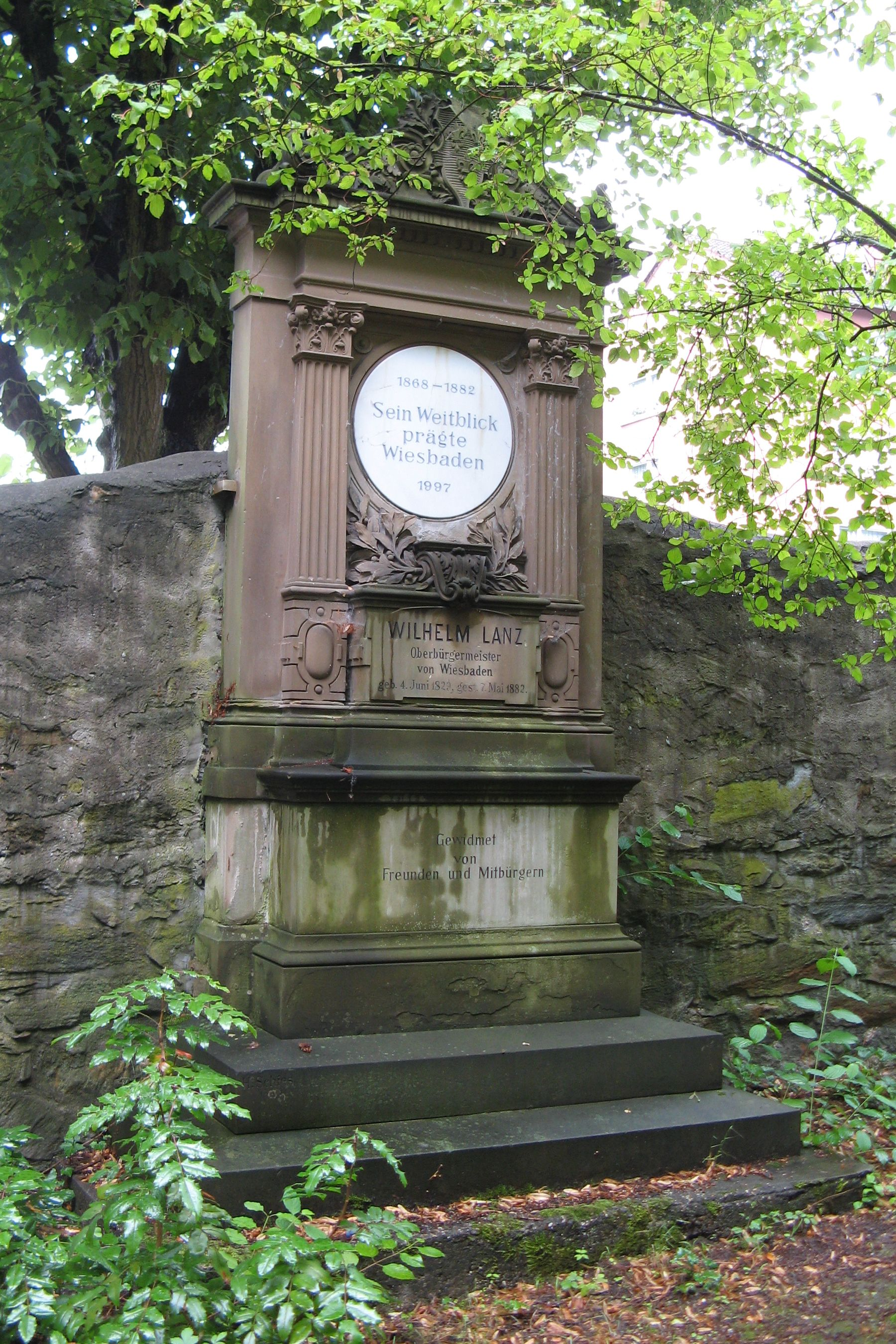
Grabstein von Wilhelm Lanz auf dem Alten Friedhof in Wiesbaden